# Timuran
Timuran is een bestuurslaag in het regentschap Surakarta van de provincie Midden-Java, Indonesië. Timuran telt 2292 inwoners (volkstelling 2010).

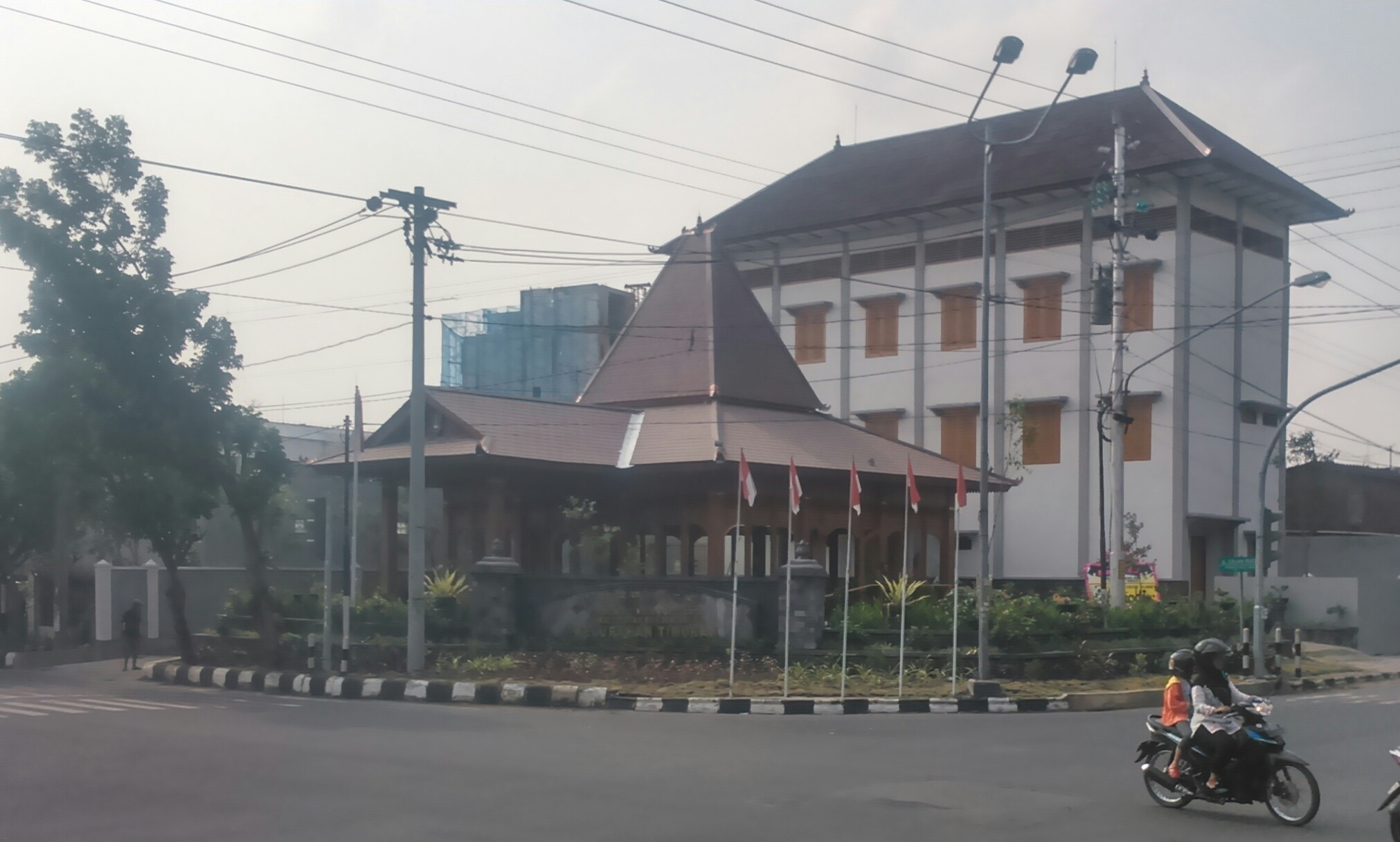
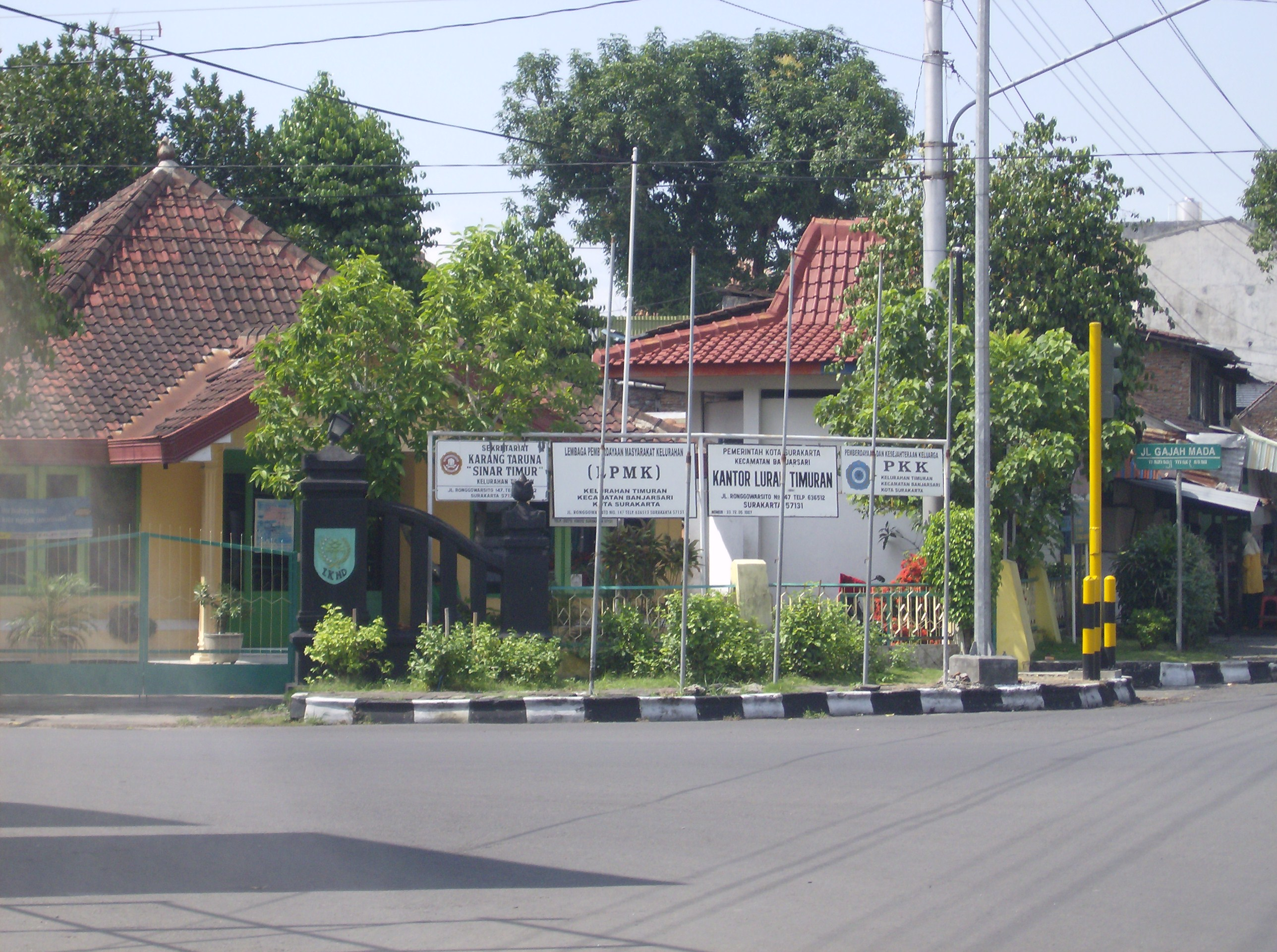